# Anna Margarete von Hessen-Homburg
Anna Margarete von Hessen-Homburg (* 31. August 1629 in Homburg vor der Höhe; † 3. August 1686 in Oberkotzau) war eine Prinzessin von Hessen-Homburg und durch Heirat Herzogin von Schleswig-Holstein-Sonderburg-Wiesenburg.

## Leben
Sie war die einzige Tochter des Landgrafen Friedrich I. von Hessen-Homburg (1585–1638) aus dessen Ehe mit Margarete Elisabeth (1604–1667), Tochter des Grafen Christoph von Leiningen-Westerburg.
Sie heiratete am 5. Mai 1650 in Homburg Herzog Philipp Ludwig von Holstein-Wiesenburg (1620–1689), der 1663 das Amt und Burg Wiesenburg erwarb.
Im Jahr 1659 trat ihr Patenkind Johanna Eleonora von Merlau in ihren Dienst, die später als Gemahlin von Johann Wilhelm Petersen einen separatistischen Pietismus entwickelte. Sie wurde hier auch mit Philipp Jacob Spener und Johann Jakob Schütz bekannt und entwickelte eine tiefe Freundschaft mit Anna Margaretes Tochter Sophie Elisabeth.

## Nachkommen
Aus ihrer Ehe mit Philipp Ludwig hatte Anna Margarete folgende Kinder:
- Friedrich, Herzog von Schleswig-Holstein-Sonderburg-Wiesenburg (1651–1724)

⚭ 1672 (geschieden 1680) Prinzessin Charlotte von Liegnitz (1652–1707)
- Georg Wilhelm (*/† 1652)
- Sophie Elisabeth (1653–1684)

⚭ 1676 Herzog Moritz von Sachsen-Zeitz (1619–1681)
- Karl Ludwig (1654–1690)
- Eleonore Margarete (1655–1702)

⚭ 1674 Fürst Maximilian II. von und zu Liechtenstein (1641–1709)
- Christine Amalie (1656–1666)
- Anna Wilhelmine (*/† 1657)
- Johann Georg (*/† 1658)
- Leopold Georg (*/† 1660)
- Wilhelm Christian (1661–1711)
- Friederike Luise (1662–1663)
- Magdalene Sophie (1664–1720)
- Anna Friederike Philippine (1665–1748)

⚭ 1702 Herzog Friedrich Heinrich von Sachsen-Zeitz (1668–1713)
- Kind (*/† 1666)
- Johanne Magdalene Luise (1668–1732)